# انكيرت (أكودي نالخير)
انكيرت هي إحدى مشيخات المملكة المغربية، تتبع جغرافيا لإقليم أزيلال وإداريًا لأكودي نالخير. يقدر عدد سكانها بـ 1224 نسمة حسب الإحصاء الرسمي للسكان والسكنى لسنة 2004.